# Alton (CDP, New Hampshire)
Alton CDP ist ein Census-designated place (CDP) in der Town of Alton im Belknap County im US-Bundesstaat New Hampshire. Die Volkszählung von 2020 erfasste 499 Einwohner. Der CDP wurde im Jahr 2010 erstmals vom Census definiert. Er umfasst den Kernort der Town of Alton.

## Lage
Der Ort liegt bei den Koordinaten 43° 27' 23,72" Nord und 71° 13' 18,50" West auf einer Höhe von 172 Metern über dem Meeresspiegel am Merrymeeting River oberhalb von dessen Mündung in die Alton Bay des Lake Winnipesaukee. Die 1,3 km² große Fläche des Gebietes setzt sich zusammen aus 1,2 km² Land- und 0,1 km² Wasserfläche. Die Ostgrenze des Gebietes bildet die New Hampshire Route NH-28. Durch den Ort führt die NH-11, die sich hier mit der NH-140 kreuzt.